# Medina (ort i Brasilien, Minas Gerais, Medina)
Medina är en ort i Brasilien.   Den ligger i kommunen Medina och delstaten Minas Gerais, i den östra delen av landet, 700 km öster om huvudstaden Brasília. Medina ligger 572 meter över havet och antalet invånare är 14 686.
Terrängen runt Medina är huvudsakligen lite kuperad. Medina ligger nere i en dal. Det finns inga andra samhällen i närheten.
Omgivningarna runt Medina är huvudsakligen savann. Runt Medina är det glesbefolkat, med 15 invånare per kvadratkilometer.